# Ida-Virumaa
Ida-Viru (estisk: Ida-Viru maakond), eller Ida-Virumaa, er et af Estlands 15 amter (maakond) og er beliggende i den nordøstlige del af landet. Ida-Viru grænser til Lääne-Virumaa i vest, Jõgevamaa i syd og den russiske provins Leningrad oblast i øst; Mod nord ligger Den Finske Bugt.

## Kommuner
Amtet er siden slutningen af 2017 inddelt i 8 kommuner. Det er tre bykommuner (estisk: linnad) og fem landkommuner (estisk: vallad). Antallet blev reduceret i en landsomfattende administrativ reform efter kommunalvalgene søndag den 15. oktober 2017, som nedbragte antallet af kommuner i Estland fra 213 til 79.
Bykommuner
- Kohtla-Järve
- Narva
- Sillamäe

Landkommuner:
- Alutaguse
- Jõhvi
- Lüganuse
- Narva-Jőesuu
- Toila

59°13′00″N 27°18′00″Ø / 59.216666666667°N 27.3°Ø